# علم شعوذي (كتاب)
علم شعوذي: الطريق من الحماقة إلى الاحتيال (بالإنكليزية: Voodoo Science: The Road from Foolishness to Fraud) هو كتاب نشر في عام 2000 من تأليف أستاذ الفيزياء روبرت ل. بارك، ينتقد فيه الأبحاث التي لا ترقى إلى الالتزام بالطريقة العلمية السليمة. استخدم مؤلفون آخرون مصطلح «علم شعوذي»،  لكن بقي ارتباطه بشكل وثيق مع بارك. ينتقد الكتاب بعض اختبارات العلوم المزيفة، مثل المعالجة المثالية، الانصهار البارد ومحطة الفضاء الدولية.

## الفئات
يستخدم بارك مصطلح علم شعوذيعلى أنه يغطي أربع فئات تتطور من وهم ذاتي حتى تصل إلى الاحتيال:
- علم الأمراض، حيث يخدع علماء حقيقيين أنفسهم
- العلم التافه، وهي نظريات علمية تزيد من المعرفة التافهة بدلا من أن تنير
- علم زائف سليم، وهو عمل يدعي أن يكون له أسس علمية، ولكنه يعتمد على تفسيرات خارقة للطبيعة.
- العلم الاحتيالي، وهو استغلال العلوم السيئة لأغراض احتيالية

انتقد بارك العلم التافه باعتباره من خلق «العلماء، وكثير منهم لديهم خبرة علمية مثيرة للإعجاب، والذين يصوغون الحجج التي تهدف عمدا إلى الخداع أو الخلط».

## أمثلة مستشهد بها
- الحركة الدائمة، وإلغاء الطاقة مجانا، وادعاءات الفيزياء الهامشية
  - روبرت فلود
  - آلة الطاقة لجوزيف نيومان
  - بيتر وورلد تكنولوجيز (دينيس لي) [7]
  - الانصهار الباردة (ستانلي بونس ومارتن فليشمان)
  - خلية باترسون باور (جيمس باترسون)
  - التدريع الجاذبية (يوجين بودكلينتنوف)

- رحلات الفضاء البشرية (من حيث الأهمية الفعلية للعلم منذ ظهور المركبات الفضائية الآلية)
  - محطة الفضاء الدولية (للادعاءات بضرورة إجراء البحوث العلمية)
  - جيرارد ك. اونيل، جمعية L5 واستعمار الفضاء
  - روبرت زوبرين، جمعية المريخ، المحيط الحيوي 2 ومهمة مأهولة إلى المريخ
- علم شعوذي محمي بسرية من قبل الحكومة
  - مشروع موغول وحادثة روزويل للمركبات الفضائية مما أدى إلى فقدان ثقة الجمهور، وكذلك فيديو خدعة تشريح جثة مخلوق فضائي
  - عمل إدوارد تيلر ولويل وود في مبادرة الدفاع الاستراتيجي (خاصة فيما يتعلق بأشعة الليزر بالأشعة السينية، ولكن أيضًا «الحصى الرائعة»)
  - خدعة لشم النفط

- الخرافات والعلوم الزائفة
  - تأثير المريخ (علم التنجيم) الذي تحدث عنه ميشيل جاكلين
  - علم النفس الخاطئ (على سبيل المثال روبرت ج. جان ودين رادين)
- الدواء الوهمي والطب البديل
  - فيتامين O
  - معالجة المثلية
    - ذاكرة الماء (اقترحها جاك بنفينست)

  - المغناطيسية الحيوانية
  - العلاج بالمغناطيس
  - لمسة علاجية (تم الكشف عنها من قبل إميلي روزا في سن التاسعة)

- مطالبات صحية أخرى
  - تأثير مهاريشي (باستخدام التأمل التجاوزي لإحداث انخفاض في العنف المجتمعي؛ الارتفاع في جرائم القتل خلال دراسة واشنطن العاصمة 1993م
  - ديباك شوبرا (الذي يدعي ربط الأيورفيدا (الطب التقليدي الأصلي للهند) بميكانيكا الكم)
  - الإشعاع الكهرومغناطيسي والصحة (خاصة فيما يتعلق بخطوط الطاقة ومخاطر السرطان)
    - «لقد أعطى بول برودر وميكروويف نيوز على وجه الخصوص للجمهور نظرة مشوهة بشكل خطير للحقائق العلمية.» (صفحة 158)

- العوامل المساهمة
  - إذاعة وسائل الإعلام الكبرى ووسائل الترفيه عن العلوم الشعوذية من دون الإستقصاء العلمي
  - إلغاء مكتب تقييم التكنولوجيا
  - إنشاء المركز الوطني للطب التكميلي والبديل

## روابط خارجية
- «فضح الحمقى بسرور».العالم الأمريكي.
- «الصخرة التي سقطت على الأرض». الحافة.